# Google Nexus

Logo Google Nexus

Google Nexus je modelová řada mobilních zařízení navržených firmou Google. Jsou navrženy jako referenční zařízení pro mobilní operační systém Android. Nexus nebyl vyráběn přímo společností Google, ale vznikal za spolupráce Google a jiného výrobce mobilních telefonů. Telefony a tablety řady Nexus byly známy díky své dobré hardwarové výbavě a přiměřené ceně k výkonu zařízeních. Nová zařízení byla představena vždy i s novým operačním systémem a to především na konferenci Google I/O, na největší každoroční akci firmy Google.
S rozšířením produktové řady Google Pixel na konci roku 2016 Google uvedl, že „nechce úplně zavřít dveře, ale v současné době neexistuje žádný plán na další zařízení Nexus".
V roce 2017 společnost Google uzavřela partnerství s HMD Global při výrobě nových telefonů Nokia.

## Seznam zařízení Nexus

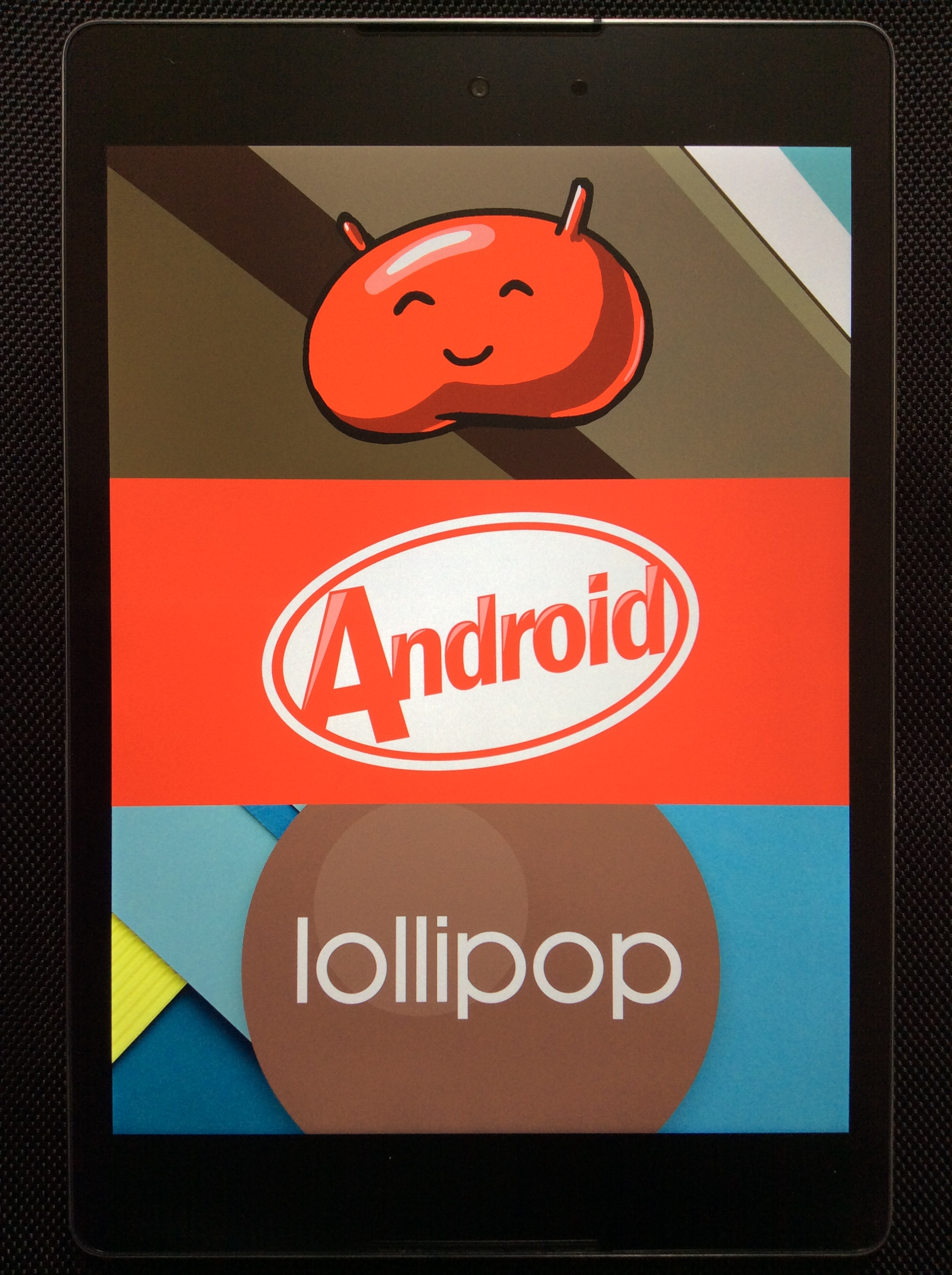
Google Nexus 9

- Nexus One – Představen 5. ledna 2010
- Nexus S – Představen 6. prosince 2010
- Galaxy Nexus – Představen 17. listopadu 2011
- Nexus 7 – Představen 27. června 2012
- Nexus 4 – Představen 29. října 2012
- Nexus 10 – Představen 29. října 2012
- Nexus 7 (2013) – Představen 24. července 2013
- Nexus 5 – Představen 31. října 2013
- Nexus 6 – Představen 15. října 2014
- Nexus 9 – Představen 15. října 2014
- Nexus Player – Představen 15. října 2014
- Nexus 5X - Představen 29. října 2015
- Nexus 6P - Představen 29. října 2015